# Servidor de videojuego
Un servidor de videojuego es un servidor local o remoto usado por clientes de videojuegos para jugar videojuegos multijugador. La mayoría de los videojuegos jugados a través de Internet funcionan mediante una conexión a un servidor de videojuego.

## Alojamiento de servidores de videojuegos
Los proveedores de servidores de videojuegos son empresas que alquilan servidores de videojuegos. Los clanes de videojuegos a menudo alquilarán uno o más servidores para el videojuego que jueguen, y los miembros contribuirán a pagar el alquiler. Los proveedores de servidores de videojuegos a menudo ofrecen herramientas web para controlar y configurar los servidores; la mayoría permiten que los alquiladores modifiquen los videojuegos alquilados.

## Servidores de videojuegos dedicados
La mayoría de los videojuegos hacen uso de una aplicación de servidor dedicado. Este programa recolecta datos de los jugadores y los distribuye a los otros jugadores. Esto es más eficiente y efectivo que un sistema peer-to-peer, pero necesita de una computadora aparte para alojar la aplicación de servidor. Esta computadora adicional es el servidor.
El ancho de banda de red, en particular el ancho de banda de subida es muy a menudo una de las mayores limitaciones al momento de alojar servidores de videojuegos. Las conexiones de Internet con anchos de banda hogareños raramente proveen el ancho de banda de subida necesario para alojar servidores de videojuegos dedicados con más de cuatro a diez clientes.

## Tipos de servidores de videojuegos
Los servidores de videojuegos pueden clasificarse como servidores de escucha o servidores dedicados. En los servidores de escucha, el servidor funciona en el mismo proceso que el cliente de videojuego, permitiéndole a un jugador alojar y participar del videojuego al mismo tiempo. Pero, cuando se cierra el cliente, al servidor le ocurre lo mismo. Los servidores de escucha son operados en su mayoría por individuos, más comúnmente en LAN parties que a través de Internet, y generalmente con un reducido número de jugadores debido a los grandes requisitos de procesamiento y ancho de banda que exigen los servidores y clientes funcionando en una misma máquina. Los servidores dedicados son servidores que funcionan independientemente del cliente. Estos servidores pueden ser operados por individuos, pero usualmente son operados en computadoras dedicadas ubicadas en centros de procesamiento de datos, que pueden proveer un mayor ancho de banda y un poder de procesamiento dedicado. Los servidores dedicados son el método preferido para alojar servidores de videojuegos para la mayoría de los videojuegos multijugador de PC. Los videojuegos multijugador masivos en línea funcionan en servidores dedicados usualmente operados por la empresa de software propietaria del videojuego, permitiéndoles controlar y actualizar el contenido. En muchos casos funcionan en clústers para permitir entornos inmensos y grandes cantidades de jugadores.
Un ejemplo de esto es el servidor AllDead de Minecraft: mc.alldead.eu